# 喜多川長麿
喜多川 長麿（きたがわ ながまろ、生没年不詳）とは、江戸時代の浮世絵師。

## 来歴
喜多川歌麿の門人で画風は晩年の歌麿風とされる。『肉筆浮世絵』第六巻は「長麿」について「ナガマロまたはオサマロと訓むのであろう」と述べている。肉筆美人画の作2点が知られる。

## 作品
- 「座敷の二美人」　絹本着色　光記念館所蔵　※「喜多川長麿」の落款、「喜」・「多川」の白文連印と印文不明の朱文方印あり。那須ロイヤル美術館（小針コレクション）旧蔵
- 「立美人図」　絹本着色　心遠館（プライス・コレクション）所蔵　※「喜多川長麿筆」の落款、「喜」・「多川」の白文聯印あり